# 孙中山演讲处
29°51′35.96″N 121°32′46.05″E / 29.8599889°N 121.5461250°E
孙中山演讲处位于中国浙江省宁波市海曙区东恩中学内，1916年8月23日，孙中山曾在此讲演，提出“振兴实业，讲求水利、整顿街道等三项希望，现讲演堂已拆，原址建有遗址纪念碑，坐北朝南，碑面为大理石，呈四方形，南面有台阶，正面为沙孟海所题“孙中山先生演讲处”，背面刻有立碑年代字样，由沈元魁所书，是宁波市区唯一纪念孙中山的场所，1984年10月公布为海曙区文物保护单位:368。